# تشيلي كون كارني
اللحم بالفُلفُل أو (نقحرة: تشيلي كون كارني) (بالإسبانية: chilli con carne)‏ تلفظ بالإسبانية: ‎/ˈtʃili kon ˈkaɾne/‏) ويُختصر إلى تشيلي وتعني «الفلفل الحار باللحم»، هي يخنة حارة مكونة من الفلفل الحار (أحيانًا على شكل مسحوق الفلفل الحار)، واللحوم (لحم البقر عادةً)، وغالبًا ما تحتوي على الطماطم والفاصوليا. يُمكن أن تُضاف التوابل الأخرى مثل الثوم والبصل والكمون. نشأ الطبق في شمال المكسيك أو جنوب تكساس.
تختلف أذواق الطبق حسب أنواع اللحوم ومكونات أخرى التي تتغير حسب البعد الجغرافي والذوق الشخصي. أثارت الوصفات جدلًا بين هواة الطبخ، فبعضهم يصر على أن كلمة تشيلي تنطبق فقط على الطبق الأساسي، بدون الفاصولياء والطماطم. تشيلي هو طبق شائع الطهي، يمكن تقديمه طبقًا جانبيًا أو مكونًا لأطباق أخرى، مثل الحساء أو الصلصة.

## الأصول والتاريخ
في كتابات تعود إلى سنة 1529، وصف راهب الفرنسيسكان، برناردينو دي ساهاجون، يخنة التشيلي المنكهة بالفلفل بأنها طبق يستهلكه سكان عاصمة الآزتك، تينوختيتلان، التي تُعرف اليوم باسم مدينة مكسيكو. بعدها، أضاف المستعمرون الإسبان اللحم البقري كلحم أساسي في الطبق. في اللغة الإسبانية، سُجل مصطلح «تشيلي كون كارني»، المكون من كلمة تشيلي (من لغة الناواتل chīlli) وكلمة كارني الإسبانية التي تعني «اللحوم»، للمرة الأولى في كتاب يعود تاريخه لعام 1857 يتحدث عن الحرب المكسيكية الأمريكية. يذكر الكتاب وصفة تعود إلى 1850 مكونة من اللحم البقري المجفف والشحم والفلفل الحار المجفف والملح، تطحن وتشكل على هيئة طوبة تُترك لتجف، وتُغلى بعد ذلك في الأواني في معسكر للجيش في مونتيري، المعروف اليوم بـ نويفو ليون، المكسيك.
أصبح طبق التشيلي شائعًا في شمال المكسيك وجنوب تكساس. على عكس بعض الأطعمة الأخرى في تكساس، مثل لحم الصدر المشوي، تنامت شعبية التشيلي بشكل كبير بين صفوف «تيهانا» من الطبقة العاملة والمكسيكيات. اشتهرت ملكات التشيلي في سان أنطونيو بولاية تكساس بشكل خاص في العقود السابقة لبيعها مرق اللحم البقري بنكهة الفلفل الحار بسعر زهيد في «ركن بيع التشيلي كون كارني».

### أماكن بيع التشيلي

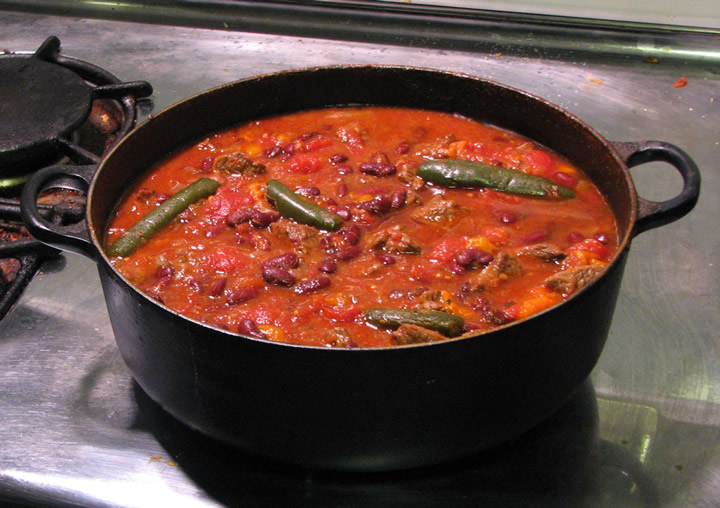
التشيلي مع الفلفل الأخضر الحار والفاصوليا والطماطم

قبل الحرب العالمية الثانية، انتشرت المئات من أماكن بيع التشيلي التي تمتلكها العائلات في جميع أنحاء تكساس والولايات الأخرى، لا سيما الأماكن التي اتخذها المهاجرون الوافدون من تكساس مكانًا للإقامة. عادة ما يكون لكل مكان وصفته السرية في اعداد الطبق.
بحلول عام 1904، افتتحت أماكن بيع التشيلي خارج تكساس، ويرجع ذلك جزئيًا إلى توفر مسحوق الفلفل الحار الذي تم تصنيعه لأول مرة في تكساس في أواخر القرن التاسع عشر. بعد عمله في معرض شراء لويزيانا، افتتح تشارلز تايلور صالونًا للتشيلي في كارلينفيل، إلينوي، لتقديم التشيلي المكسيكي. تم افتتاح مطعم فارايو، وهو الأقدم في ولاية تينيسي، كمكان للتشيلي في 1907، حيث تنافس مع أماكن بيع التشيلي الأخرى التي افتتحت في ناشفيل خلال تسعينيات القرن التاسع عشر. في عشرينيات وثلاثينيات القرن الماضي، افتُتحت سلسلة أماكن بيع التشيلي على غرار مطاعم العشاء في الغرب الأوسط.

## نزاع على المكونات

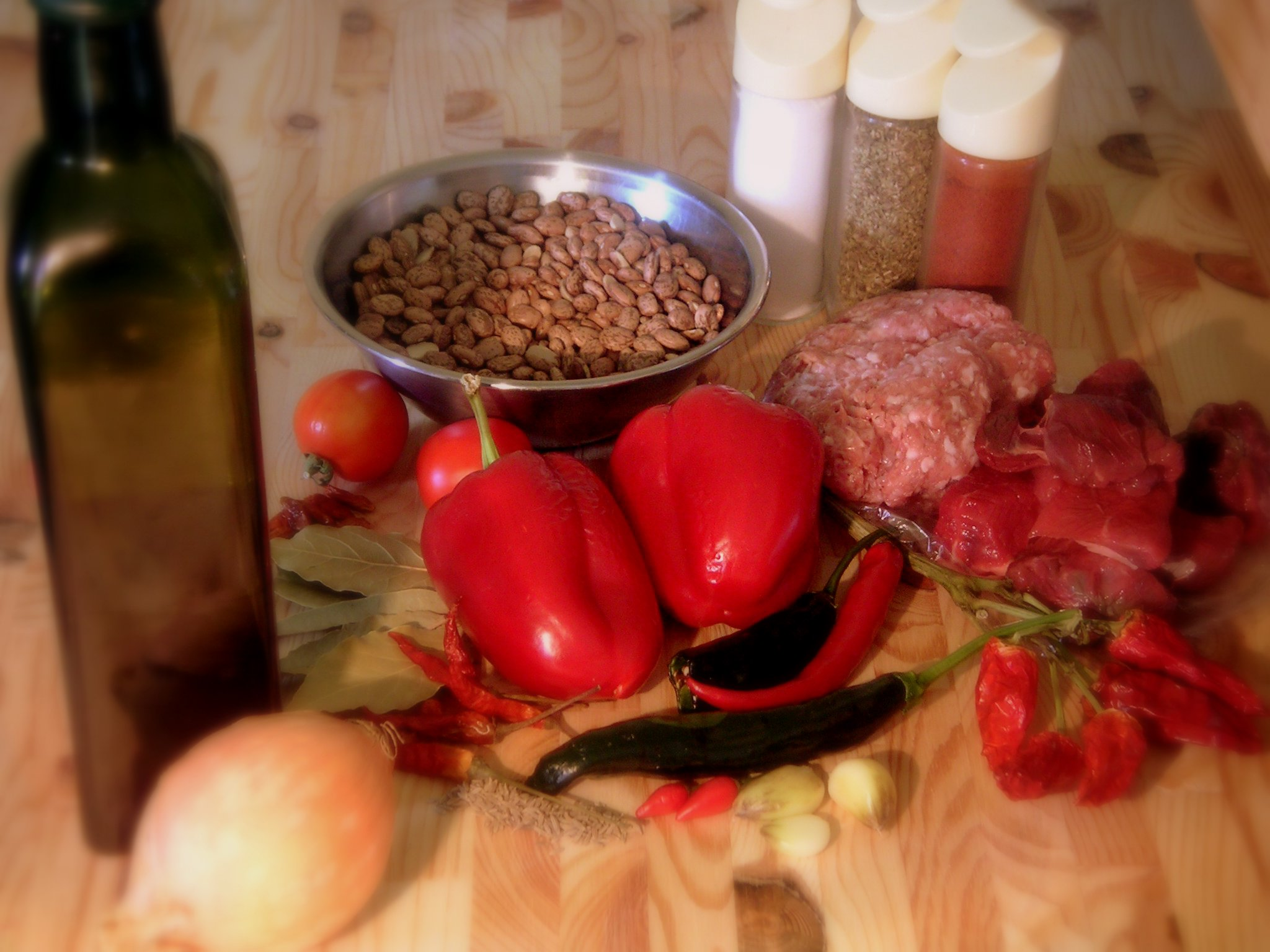
مكونات تشيلي كون كارني

### الفاصولياء
الفاصولياء هي عنصر أساسي في مطبخ تكساس-المكسيك، ارتبطت بطبق التشيلي منذ أوائل القرن العشرين. لطالما أثارت مسألة إضافة الفاصوليا إلى التشيلي خلافًا بين الطهاة. هناك إجماع أن التشيلي قديمًا كان يُحضر بدون الفاصولياء، حيث يؤكد البعض أن التشيلي مع الفاصوليا ليس له تاريخ طويل بما يكفي لاعتباره تقليديًا. يشيع استخدام الفاصوليا الصغيرة الحمراء أو الوردية في التشيلي، مثل الفاصولياء، البازلاء ذات العين السوداء، الفاصولياء الحمراء، فاصوليا بنتو، فاصولياء شائعة، أو الفاصولياء البيضاء.

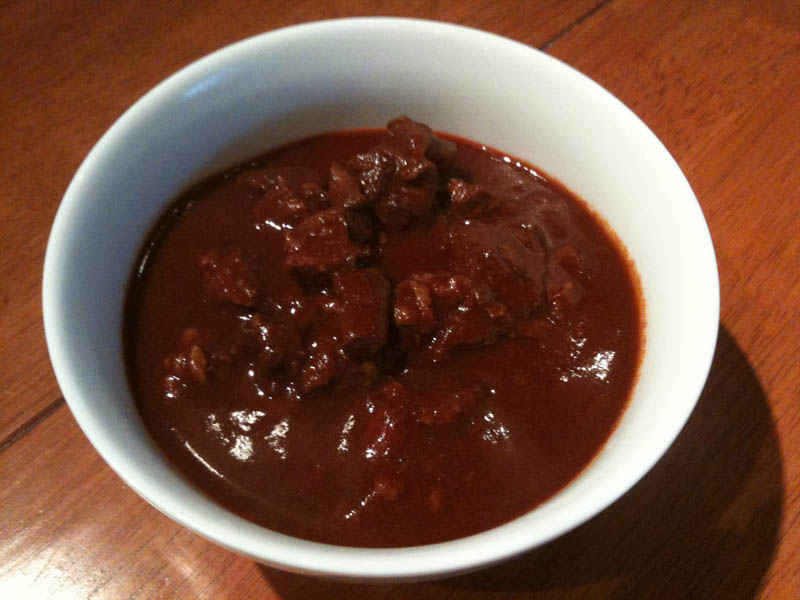
تشيلي كون كارني على طريقة تكساس بدون فاصولياء

### الطماطم
الطماطم عنصر آخر تختلف الآراء حوله. أصر ويك فاولر، صحفي من شمال تكساس ومخترع "Two-Alarm Chili" (التي قام بتسويقها لاحقًا على أنها مجموعة من التوابل)، على إضافة صلصة الطماطم إلى التشيلي بنسبة 15 أونصة لكل ثلاثة أرطال من اللحم (425 غرام لكل 1.36 كغ). كان يعتقد أيضًا أنه لا ينبغي أبدًا تناول التشيلي مطهوًا طازجًا، ولكن يُبَرَّد طوال الليل ليتشبع بالنكهة.

## الاختلافات

### تشيلي نباتي

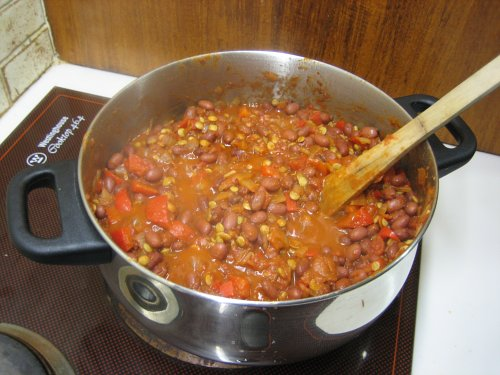
تشيلي نباتي

اكتسب التشيلي النباتي (المعروف أيضًا باسم تشيلي سين كارني، والتشيلي بدون لحم، والتشيلي غير كارني، والتشيلي بلا كارني) شعبية واسعة في الولايات المتحدة خلال ستينيات وسبعينيات القرن الماضي مع ظهور النظام النباتي. كما أنه يُحظى بشعبية لدى الفئة التي تتبع نظامًا غذائيًا يقيد استخدام اللحوم الحمراء. لتحويل التشيلي إلى طبق نباتي، يستبدل الطباخ اللحم بـبدائل اللحوم، مثل البروتين النباتي أو التوفو أو الكينوا أو الخضار النشوية مثل البطاطس. لا يستغني التشيلي النباتي عن الفاصولياء أبدًا. قد تحتوي الأنواع المختلفة من الطبق على الذرة أو القرع أو الفطر المقلي أو البصل اللؤلؤي أو الكراث أو البنجر.

### التشيلي الأخضر
التشيلي الأخضر هو طبق يًعد من حساء نيو مكسيكو ذو النكهة التي تتنوع بين المعتدلة والحارة أو صلصة مصنوعة من قطع لحم الخنزير المطهوة في مرق الدجاج والثوم والتوماتيلو، والفلفل الأخضر المشوي. يتم ضبط درجة مذاقه اللاذع عن طريق استخدام أنواع مختلفة من الفلفل: بوبلانو، هالبينو، سيرانو، وأحيانًا هابانيرو. يستخدم التشيلي الأخضر كحشو في مشروع بوريتو.

### التشيلي الأبيض
يُحضر التشيلي الأبيض باستخدام لحم الدجاج أو الديك الرومي والمرق والفاصوليا البيضاء والفلفل الأخضر الحار. يكتسب الطبق لونًا أبيض عند طهيه وهو أقرب إلى الحساء منه إلى مرق كثيف. غالبًا ما يُضَاف له الجبن الأبيض، مثل مونتيري جاك، أو الكريمة الحامضة عند التقديم.

## المرافقات والإضافات

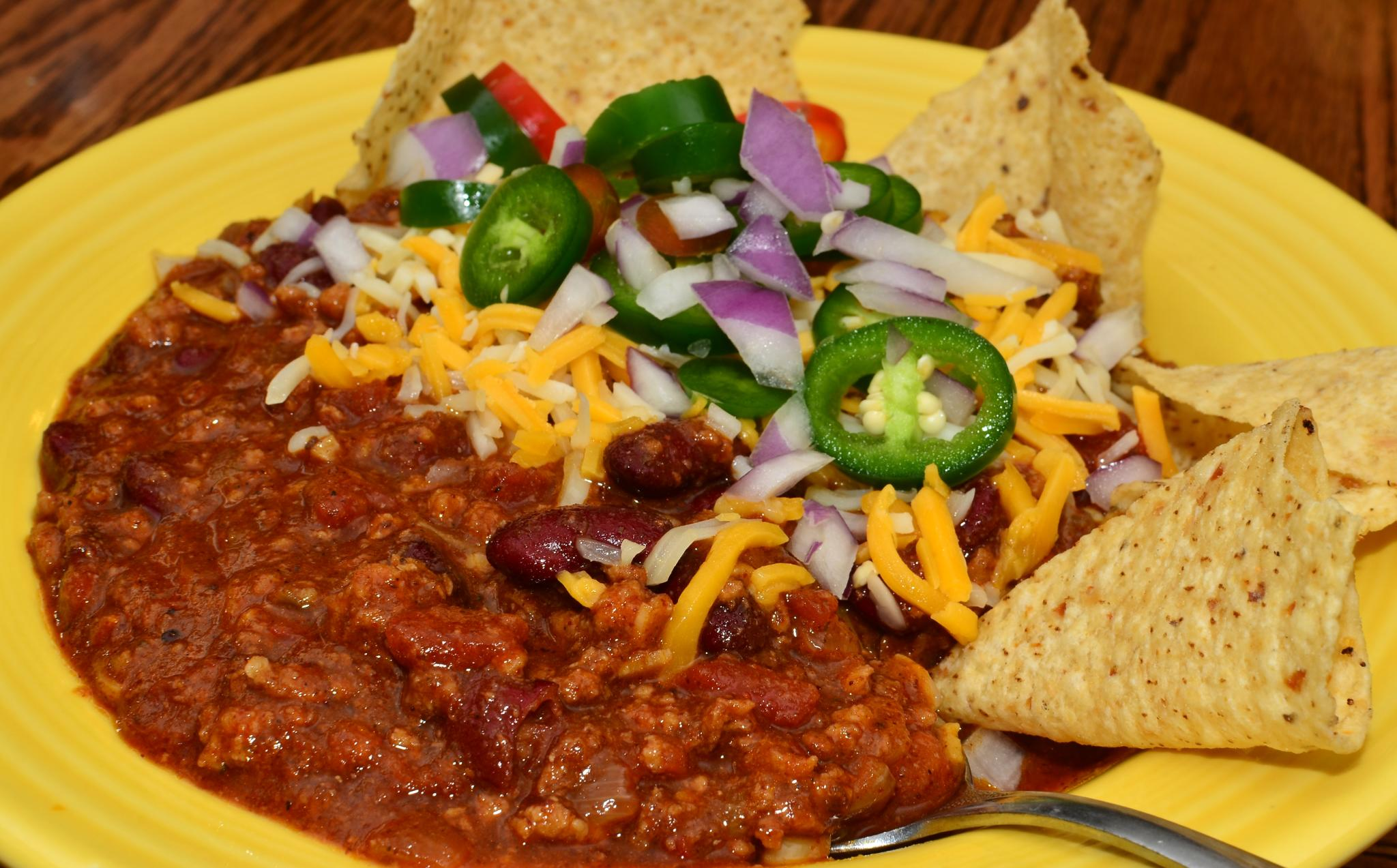
تشيلي مع مقبلات ورقائق التُّرتية

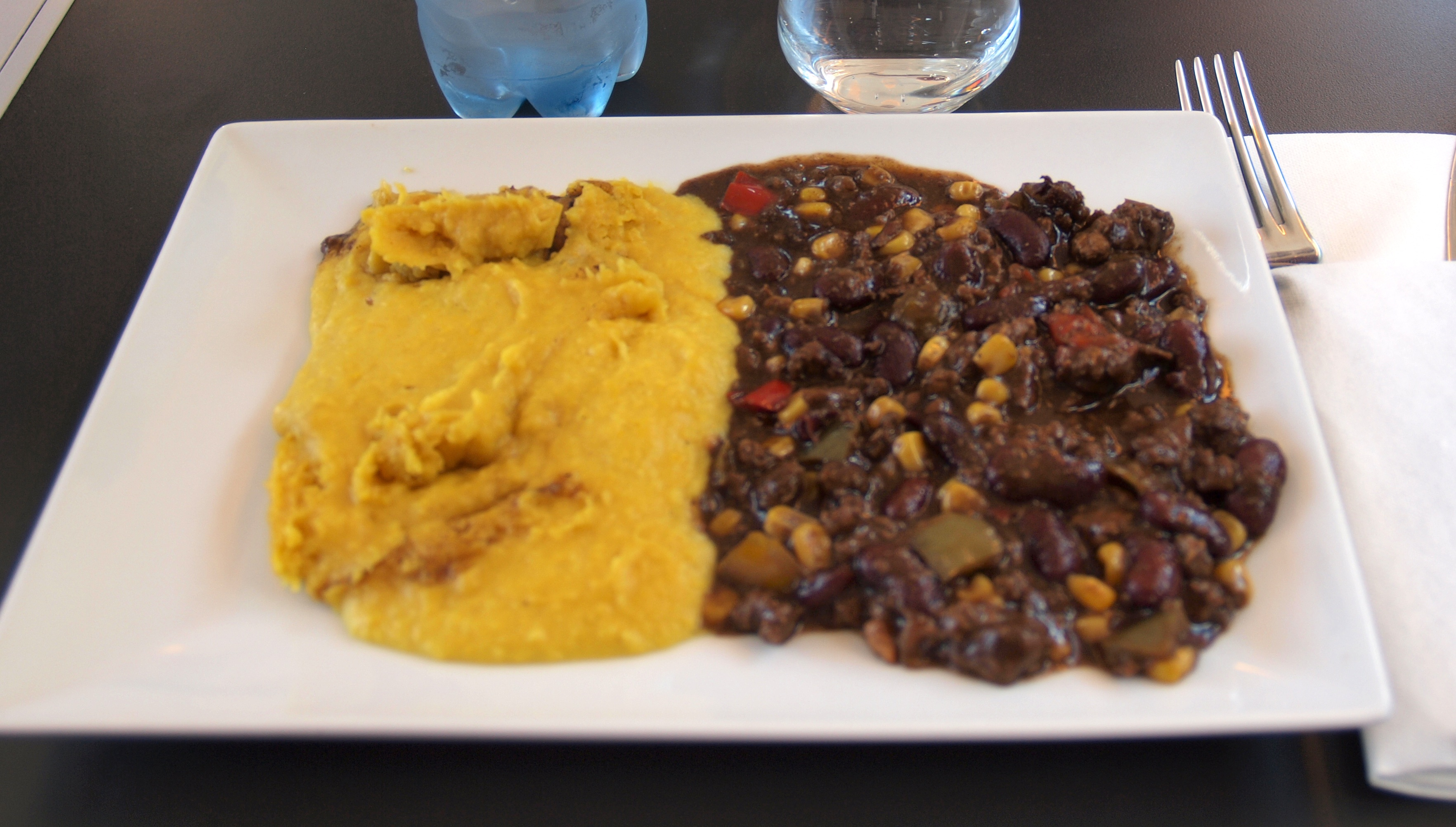
تشيلي مع الذرة المهروسة يقدم في النمسا

يمكن أن يصحب الطبق إضافات مثل الجبن المبشور والبصل المقطّع والقشدة الحامضة التي تعتبر من الإضافات الشائعة، أو البسكويت المملح ورقائق التُّرتية أو رقائق الذرة وخبز الذرة والذرة الملفوفة أو التُّرتية بالدقيق والتامال. يمكن أيضًا تقديم التشيلي فوق الأرز أو المعكرونة في أطباق مثل التشيلي ماك.

## أطباق أخرى مصنوعة من التشيلي
- التشيلي بالنقانق هي عبارة عن نقانق تقدم مع طبقة من التشيلي (عادة بدون الفاصولياء).
- برجر التشيلي هو برجر مغطى بالتشيلي (عادة بدون الفاصولياء).
- يضاف التشيلي أيضًا إلى البطاطس المقلية والجبن ويُسمى بطاطس تشيلي تشيز أو بطاطس كوني آيلاند.
- تشيلي ماك هو طبق مصنوع من التشيلي المعلب أو من مكونات التشيلي نفسها (لحم، بهارات، بصل، صلصة طماطم، فاصولياء، وأحيانًا خضروات أخرى)، مع إضافة المعكرونة أو بعض أنواع الباستا الأخرى. تشيلي ماك هو طبق شائع بين صفوف الجيش الأمريكي وهو أحد أنواع الوجبات الجاهزة للأكل (MRE).
- فطيرة فريتو، تتكون عادةً من كيس صغير من رقائق الذرة فريتوس مع كوب من التشيلي يسكب فوقها، غالبًا ما يكسوها الجبن المبشور أو البصل وهالبينو والقشدة الحامضة.[12] تحظى فطائر فريتو بشعبية في جنوب غرب الولايات المتحدة.

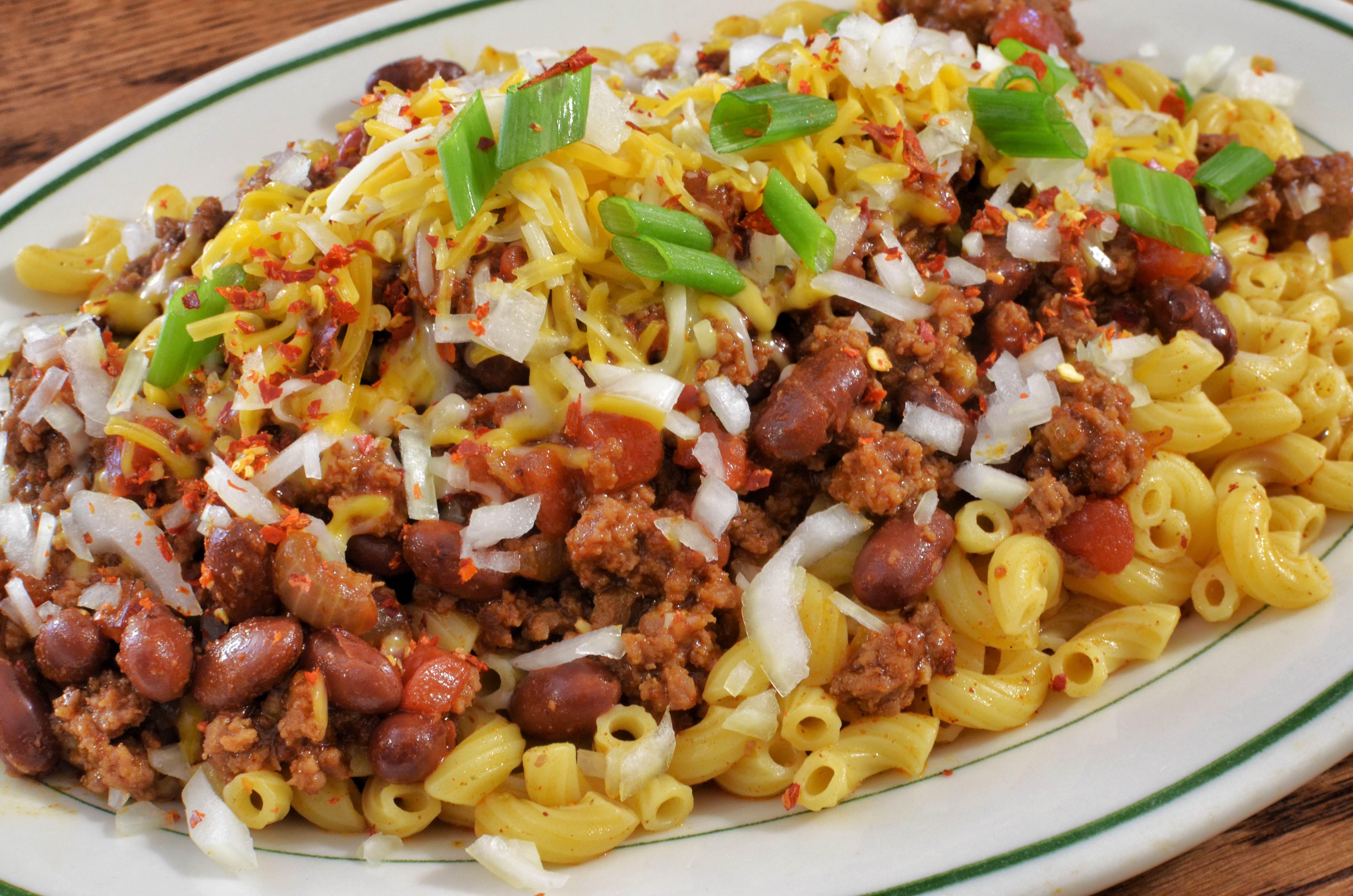
تشيلي ماك  [لغات أخرى]‏
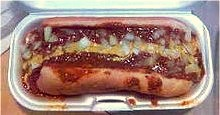
هوت دوج كوني آيلاند  [لغات أخرى]‏ في ديترويت، مع التشيلي والبصل والخردل
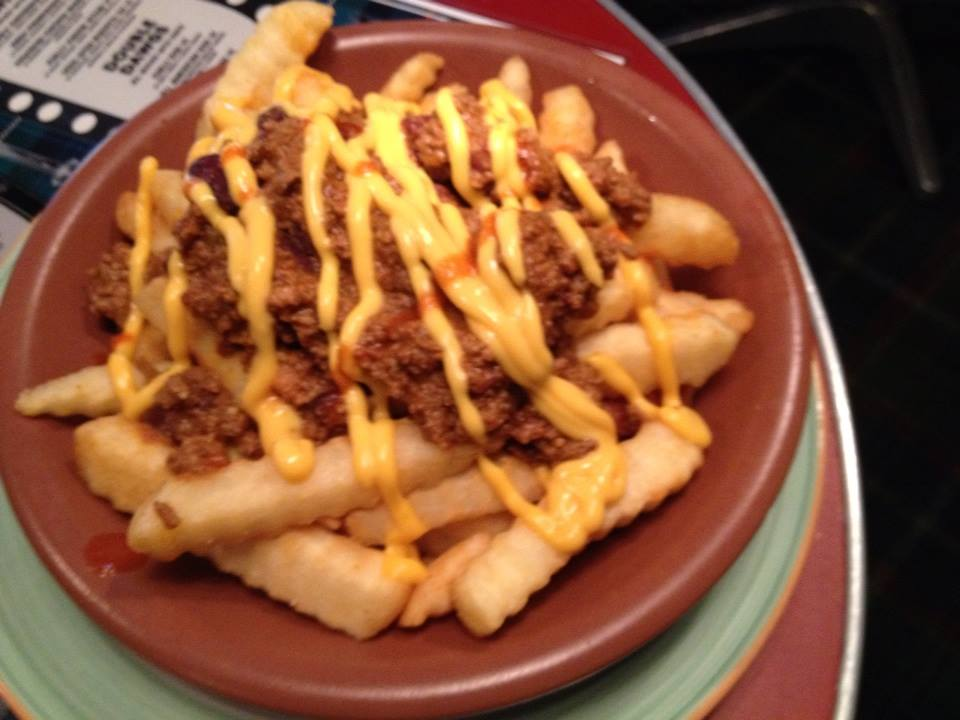
بطاطا مقلية مغطاة بالتشيلي وصلصة الجبن
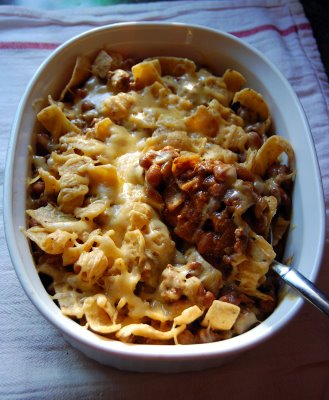
فطيرة فريتو

## الملاخظات
- تشارلز رامسديل. سان أنطونيو: دليل تاريخي ومصور . أوستن: مطبعة جامعة تكساس، 1959.
- جو إي كوبر. مع أو بدون الفول. دالاس: WS Henson ، 1952.
- H. ألن سميث. «لا أحد يعرف المزيد عن الفلفل الحار أكثر مما أفعل.» أعيد طبعه في الجمعية International Chili Society على موقع واي باك مشين (نسخة محفوظة July 25, 2017) موقع الكتروني.
- جاك أرنولد. كتيب تشيلي لوفر. نُشر بشكل خاص، 1977.
- روب والش. كتاب الطبخ Tex-Mex: تاريخ في الوصفات والصور. نيويورك: برودواي بوكس، 2004. [«تاريخ الطعام» واسع المعرفة ومكتوب جيدًا، بما في ذلك فصل طويل عن الفلفل الحار «الحقيقي» ومفاصل الفلفل الحار وملكات سان أنطونيو الفلفل الحار. ]
- الاب. مايكل مولر. العقيدة الكاثوليكية 1888
- فرانك العاشر تولبرت. وعاء من الأحمر: تاريخ طبيعي للفلفل الحار يخدع كارن. جاردن سيتي، نيويورك: دوبليداي، 1966. [ظهر الكثير من المواد في هذا الكتاب في الأصل في أعمدة جريدة المؤلف في دالاس مورنينغ نيوز ابتداءً من أوائل الخمسينيات. ]

## روابط خارجية
- جمعية تقدير الفلفل الحار الدولية
- جمعية الفلفل الحار الدولية